# Gabiria
Gabiria település Spanyolországban, Gipuzkoa tartományban. Gabiria Ezkio-Itsaso, Ormaiztegi, Mutiloa, Legazpi és Zumarraga községekkel határos. Lakosainak száma 516 fő (2024).

## Népesség
A település népessége az utóbbi években az alábbiak szerint változott:
| Lakosok száma | 424  | 419  | 429  | 474  | 493  | 497  | 487  | 488  | 502  | 516  |
|               | 2001 | 2004 | 2006 | 2009 | 2011 | 2014 | 2016 | 2019 | 2021 | 2024 |